# 宿迁学院
宿迁学院，宿迁学院创办于2002年，坐落于江苏省宿迁市，是由江苏省人民政府举办的全日制省属公办普通高等学校。
建校之初学院采取“省市共建、八校联建”的办学体制：由苏州大学、扬州大学、江苏大学、南京工业大学、江苏师范大学、南京财经大学、南京工程学院、南京师范大学等八所省属高校与学院合作举办本科教育。2014年5月经教育部批准正式独立建制为本科层次的民办普通高校，2020年3月教育部发函同意宿迁学院转制为省属公办普通高等学校。 
截至2020年6月，学校占地面积88万平方米（约1320亩），校舍面积37万多平方米，固定资产总值13亿元，教学科研仪器设备总值为1亿多元；馆藏纸质图书137万册，电子图书125万种；设9个二级学院和1个体育部，42个本科专业；有专任教师700多人，其中“江苏省有突出贡献中青年专家”等省市级高层次人才173人，全日制在校生15000多人。

## 历史
1996年，国务院批准组建地级宿迁市。建市之初，全市没有一所高等院校。为推进高教事业发展，1998年起，宿迁市依托中国矿业大学和原徐州师范大学（现江苏师范大学）分别建立了中国矿业大学宿迁分校和徐州师范大学宿迁分校，2000年，省政府同意在矿大分校基础上筹建宿迁职业技术学院。
2002年6月，江苏省人民政府印发《关于建立宿迁学院（宿迁职业技术学院）的通知》（苏政发〔2002〕82号），决定“将宿迁职业技术学院（筹）和徐州师范大学宿迁分校合并组建宿迁学院（宿迁职业技术学院）。”合并组建的宿迁学院由院本部（宿迁职业技术学院）、师范部（宿迁师范、沭阳师范）、电大部（宿迁广播电视大学）组成。根据办学需要，2003年-2009年，沭阳师范、宿迁师范、宿迁职业技术学院、宿迁广播电视大学先后从宿迁学院剥离出去独立办学。
考虑到宿迁市高等教育零基础和经济基础相对薄弱的实际，省市政府采取“省市共建、八校联建、合作办学、公办民营”的特殊体制与模式，组织南京师范大学、苏州大学、扬州大学、江苏大学、南京工业大学、徐州师范大学（现江苏师范大学）、南京财经大学、南京工程学院等八所省属高校和宿迁市合作举办宿迁学院。
2014年5月，教育部批准宿迁学院为本科层次民办普通高校，学校成为宿迁市第一所独立设置的全日制本科院校。
2018年5月，宿迁学院通过省学位办评审，成为学士学位授权单位。
2020年3月13日，中华人民共和国教育部印发《教育部关于同意宿迁学院转制为省属公办普通高等学校的函》（教发函〔2020〕10号），规定宿迁学院由民办转为公办，由江苏省人民政府负责管理。宿迁学院定位于应用技术类型高等学校，全日制在校生发展规模为13000人。

## 院系专业
截至2021年10月，学校设有管理学院、文理学院、信息工程学院、建筑工程学院、外国语学院、商学院、机电工程学院、艺术与传媒学院、马克思主义学院等九个二级学院和一个体育部，42个本科专业，涵盖工学、文学、理学、艺术学、教育学、管理学、经济学、法学、农学等九大学科门类。
| 二级学院       | 招生专业 |
| -------------- | --- |
| 管理学院       | 行政管理、人力资源管理、劳动与社会保障、市场营销、电子商务、物流管理                                                                                 |
| 文理学院       | 汉语言文学（师范）、汉语言文学（文秘）、小学教育（ 师范）、学前教育（师范）、信息与计算科学（嵌入式培养）、数学与应用数学（师范）                    |
| 信息工程学院   | 计算机科学与技术（嵌入式培养）、软件工程（嵌入式培养）、物联网工程（嵌入式培养）、电子信息工程（嵌入式培养）、通信工程（嵌入式培养）、材料科学与工程 |
| 建筑工程学院   | 土木工程、工程管理、交通工程、测绘工程、风景园林、园林、城乡规划                                                                                     |
| 外国语学院     | 英语（师范）、英语、日语 |
| 商学院         | 会计学、财务管理、互联网金融、信用风险管理与法律防控                                                                                                 |
| 机电工程学院   | 机械设计制造及其自动化、机械电子工程、机械设计制造及其自动化（模具设计）、自动化、智能制造工程、材料成型及控制工程                                   |
| 艺术与传媒学院 | 音乐学（师范）、音乐学、美术学（师范）、美术学、产品设计、环境设计、数字媒体艺术（嵌入式培养）、广告学                                               |
| 马克思主义学院 | 思想政治教育（师范） |

## 学科建设
据2020年4月学校官网显示，学校共有2个江苏省重点建设学科。
“十三五”江苏省重点建设学科2个：中国语言文学、土木工程。

## 师资力量
截至2020年6月，学校有专任教师700多人，其中“江苏省有突出贡献中青年专家”等省市级高层次人才173人，博硕士学位教师占比86.6%，具有高级专业技术职务的教师占比44.9%。 
- 江苏省“333工程”

王纯磊、朱方之、刘彬斌、孙传智、李明建、李新星、秦小丽、唐友亮、崔磊、傅小明
- 江苏省“青蓝工程”

中青年学术带头人：
李明建、杨会敏、晁成林
优秀青年骨干教师：
于启红、王志超、刘萍、孙小荣、李明建、杨丽娟、张贞艳、邵士德、范钧、郝成淼、姜丽丽、秦小丽、崔磊、蒋连接
- 六大人才高峰

李明建、李新星、张锦、胡昌军、高剑森、高磊、崔磊、傅小明